# Ciccio perdona... io no!/Lupara Story
Ciccio perdona... io no!/Lupara Story è un 45 giri di Franco & Ciccio, pubblicato nel 1968 dalla Carosello. Nella prima facciata del disco vi è incisa la canzone che ha accompagnato l'uscita del film omonimo.

## Tracce
Lato A
1. Ciccio perdona... io no! (con I Cantori Moderni di Alessandroni)

Lato B
1. Lupara Story